# 파이널 판타지 크리스탈 크로니클
파이널 판타지 크리스탈 크로니클(일본어: ファイナルファンタジー クリスタルクロニクル, 영어: Final Fantasy Crystal Chronicles) 시리즈는 스퀘어 에닉스가 개발한 파이널 판타지 시리즈 내의 비디오 게임 시리즈이다. 닌텐도 게임큐브용 게임과 함께 2003년을 기점으로 이 시리즈는 닌텐도 게이밍 하드웨어에 출시되고 있으며 액션 롤플레잉을 포함한 다수의 장르를 아우른다.

## 비디오 게임
- 파이널 판타지 크리스탈 크로니클 (비디오 게임)
- 파이널 판타지 크리스탈 크로니클: 링 오브 페이트
- 파이널 판타지 크리스탈 크로니클: 마이 라이프 애즈 어 킹(Final Fantasy Crystal Chronicles: My Life as a King)
- 파이널 판타지 크리스탈 클로니클: 에코즈 오브 타임
- 파이널 판타지 크리스탈 크로니클: 마이 라이프 애즈 어 다크로드(Final Fantasy Crystal Chronicles: My Life as a Darklord)
- 파이널 판타지 크리스탈 크로니클: 크리스탈 베어러